# Le Matin (Швейцария)
«Матэн» (фр. Le Matin, в переводе на русский язык утро) — швейцарская франкоязычная ежедневная газета-таблоид, издающаяся в Лозанне с 1893 года. Входит в медиа-группу Edipresse. Первая по количеству читателей ежедневная газета франкоязычной Швейцарии.
Основана как еженедельник в 1893 году под названием La Tribune. Это была первая независимая общественно-политическая газета франкоязычной Швейцарии. С 1914 года стал выходить воскресный выпуск Tribune-Dimanche, с 1972 года носящий название Le Matin Dimanche. Газета в 1972 году была переименована в Tribune-Le Matin, а в 1984 году — в Le Matin.